# Esprits libres
Esprits libres est une émission conçue et présentée par Guillaume Durand, produite par Carrere group, diffusée sur France 2 du 8 septembre 2006 au 4 juillet 2008. Elle succède, avec la même équipe rédactionnelle, à la précédente émission de Guillaume Durand, Campus, diffusée tous les vendredis sur France 2.

## Présentation
Le nom indique le ton de l'émission qui se veut une revue critique de l'actualité de la littérature. L'émission est un magazine en 3 parties :
1. Face-à-face entre une célébrité de la littérature et le public
2. Revue critique de l'actualité littéraire
3. Couverture des écrivains peu médiatisés

Pour Esprits libres, Guillaume Durand bénéficie d'un budget de €100 000 euros par émission.
D'abord programmée en troisième partie de soirée, l'émission est déplacée en 2007 à 22h40 pour tenter de lui donner un second souffle. Guillaume Durand fait également appel à Édouard Baer pour apporter une "pastille d'humour" à l'émission[réf. nécessaire]. À l'aube de l'élection présidentielle française de 2007, il organise trois émissions thématiques, et invite des littéraires de renom à disserter sur l'événement politique en cours,. L'émission accueille également des musiciens à se produire devant ses caméras, comme l'anglais Pete Doherty.
Malgré sa programmation en deuxième partie de soirée, les audiences stagnent entre 5 et 10 % de parts de marché. L'émission n'est pas reconduite pour la saison 2008/2009,.
L'émission est remplacée par Café littéraire dès le vendredi 5 septembre 2008, présenté par Daniel Picouly.